# Afro Poli
Afro Poli (22 de diciembre de 1902 – 22 de febrero de 1988) fue un barítono, cantante de ópera, de nacionalidad italiana, con un repertorio musical especialmente centrado en compositores de su país.

## Biografía
Nacido en Pisa, Italia, inició sus estudios de canto con la "Società Corale Pisana" en 1925, donde fue alumno de Bruno Pizzi. Debutó en la escena en 1927 en el Teatro Verdi de Pisa, interpretando a Germont. Posteriormente fue a Milán donde completó su formación con Gino Neri. Posteriormente Gino Marinuzzi lo llamó para actuar en el Teatro de la Ópera de Roma en 1930 donde, entre otras piezas, cantó Il gobbo del califfo, de Franco Casavola.
Fue primer barítono en el Teatro de La Scala de Milán desde 1937 a 1955, donde cantó un amplio repertorio que abarcaba obras como Las bodas de Figaro, Così fan tutte, El barbero de Sevilla, Lucía de Lammermoor, Rigoletto, Simón Boccanegra, L'amico Fritz, Manon Lescaut, La bohème, Tosca, Adriana Lecouvreur, así como versiones italianas de óperas como Los pescadores de perlas, Manon, Werther, etc.
Con la compañía de La Scala, fue artista invitado en Berlín y Munich en 1946, actuando también, a lo largo de su trayectoria en París, Londres, Madrid, Lisboa, Buenos Aires, etc. Además, en los años 1950 cantó en Holland Festival y en el Wexford Festival Opera.
Poli también fue muy activo en la RAI, destacando una producción de Madama Butterfly emitida en 1956 e interpretada junto a Anna Moffo y Renato Cioni. Puede ser además escuchado en grabaciones de obras diversas, entre ellas El elixir de amor, Don Pasquale y Pagliacci.
Poli disfrutó de una larga carrera de canto hasta 1969, momento en el que se dedicó a la enseñanza, primero en Ankara, y después en Melbourne, dando una última actuación en Adelaida, donde encarnó a Rodolfo en La sonámbula en 1978.
Afro Poli falleció en Roma, Italia, en 1988.

## Discografía

### Grabaciones de estudio

#### Óperas completas
- Don Pasquale, con Ernesto Badini, Tito Schipa, Adelaide Saraceni, dir. Carlo Sabajino -EMI 1932
- La bohème, con Beniamino Gigli, Licia Albanese y Duilio Baronti, dir. Umberto Berrettoni - EMI 1938
- Turandot, con Gina Cigna, Francesco Merli, Magda Olivero y Luciano Neroni, dir. Franco Ghione - Cetra 1938
- Don Pasquale, con Fernando Corena, Dora Gatta y Agostino Lazzari, dir. Armando La Rosa Parodi - Urania 1950
- El elixir de amor, con Cesare Valletti, Alda Noni y Sesto Bruscantini, dir. Gianandrea Gavazzeni - Cetra 1952
- Manon, con Rosanna Carteri, Giacinto Prandelli y Plinio Clabassi, dir. Vittorio Gui - 1952 GOP
- Pagliacci, con Mario Del Monaco, Clara Petrella y Aldo Protti, dir. Franco Ghione - Decca 1953

#### Canciones
- Mia sposa sarà la mia bandiera, Visione veneziana – orquesta dirigida por Carlo Sabajno - Grammofono n° R-10812, OM-682/II y OM-683/II
- Recital. Arie da Opere e romanze - Timaclub n° Tima 75, reg. 1932-1954

### Grabaciones en directo
- 1938 La Haya - Cavalleria rusticana – Con Lina Bruna Rasa y Antonio Melandri - Dir. Pietro Mascagni - Bongiovanni/Guild
- 1942 Teatro de La Scala - Falstaff – Con Mariano Stabile - Dir. Alberto Erede - Telefunken
- 1951 RAI Milán - Il signor Bruschino - Dir. Carlo Maria Giulini - GOP/Melodram/Walhall
- 1951 Teatro S.Carlo de Nápoles - L'amico Fritz - Con Rina Gigli y Miriam Pirazzini - Dir. Gavazzeni - Archipel
- 1952 RAI Milán - Il trionfo dell'onore – Con Amedeo Berdini - Dir. Giulini - Cetra
- 1956 RAI Milán - Giulio Cesare - Con Anselmo Colzani, Renato Capecchi y Saturno Meletti - Dir. Nino Sanzogno - GOP
- 1957 Nápoles - Pagliacci - Con Rosetta Noli - Dir. Vincenzo Bellezza - House of Opera
- 1957 Roma - Manon – Con Victoria de los Ángeles y Ferruccio Tagliavini - Dir.  Annovazzi - Melodram
- 1957 Arena Flegrea Nápoles - Turandot (selec.) - Con Mario Filippeschi - Dir. Bellezza
- 1961 Trieste - Le maschere - Dir. Bruno Bartoletti - Gala
- 1961 Livorno - Il piccolo Marat – Con Nicola Rossi-Lemeni, Virginia Zeani y Umberto Borsò - Dir. De Fabritiis - Fonè
- 1962 San Remo - Il piccolo Marat - Dir. Ziino - Cetra

## Vídeo
- Manon, con Rosanna Carteri, Giacinto Prandelli y Plinio Clabassi, dir. Vittorio Gui - vídeo RAI 1952 - VAI
- Madama Butterfly, con Anna Moffo y Renato Cioni, dir. Oliviero De Fabritiis - vídeo RAI 1956 VAI

## Filmografía

### Óperas filmadas
- 1946 Lucia di Lammermoor, de Piero Ballerini, con Mario Filippeschi y Nelly Corradi
- 1948 Pagliacci, de Mario Costa, con Gina Lollobrigida (voz de Onelia Fineschi) y Tito Gobbi
- 1948 Cenerentola, de Fernando Cerchio, con Lori Randi (voz de Fedora Barbieri), Gino Del Signore, Vito De Taranto, Franca Tamantini (voz de Fernanda Cadoni) – Orquets y Coro del Teatro de la Ópera de Roma dirigida por Oliviero De Fabritiis
- 1953 Aida, de Clemente Fracassi, con Sophia Loren (voz de Renata Tebaldi), Lois Maxwell (voz de Ebe Stignani), Antonio Cassinelli (voz de Giulio Neri),
- 1956 Tosca, de Carmine Gallone, con Franco Corelli y Franca Duval (voz de Maria Caniglia),

### Largometrajes
- Amori e veleni, de Giorgio Simonelli (1949)
- Il leone di Amalfi, de Pietro Francisci (1950)
- La regina di Saba, de Pietro Francisci (1952)
- Mi permette, babbo!, de Mario Bonnard (1956)
- Hércules, de Pietro Francisci (1958)
- La cieca di Sorrento, de Nick Nostro (1963)